# Magneto (mecànica)

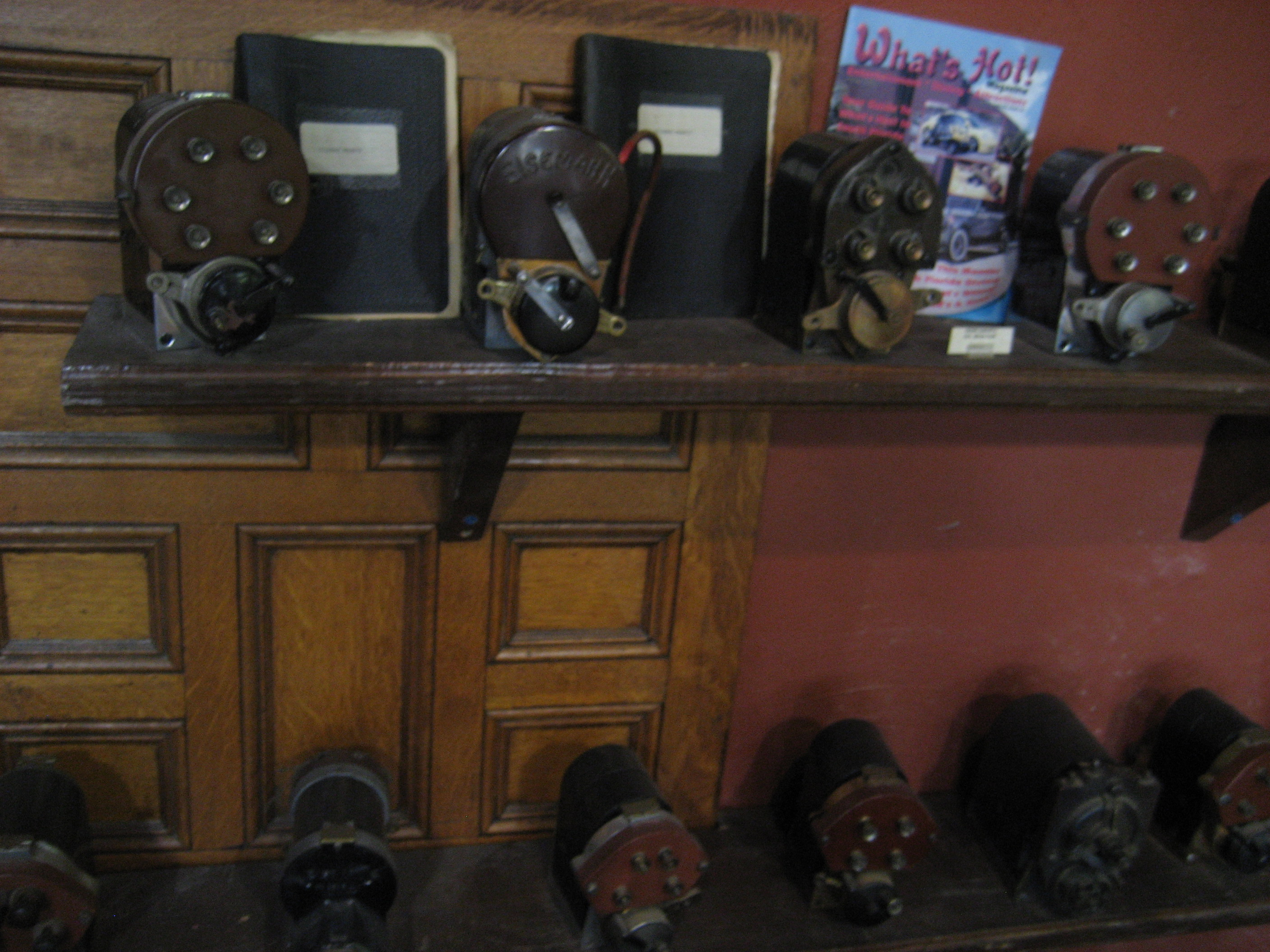
Exposició d'antigues magnetos utilitzades en automoció

Una magneto en mecànica, és un sistema d'encesa autònom per a motors que funcionen segons el cicle Otto. O com ho defineix la Gran Enciclopèdia Catalana: Generador de corrent altern emprat en motors de combustió interna per a produir la guspira d'encesa, en el qual l'inductor és un grup d'imants permanents.
Les tensions obtingudes oscil·len entre 4 i 14 kV, i les freqüències, entre 2 i 240 Hz. Hom l'aplica en motors petits (per tal d'estalviar el pes d'una bateria), en alguns automòbils de competició i en els motors d'aviació”.

## Història
La magneto va ser el primer sistema d'encesa que va permetre sincronitzar la guspira d'encesa amb el funcionament del motor, ja que abans s'utilitzava el sistema de tub calent, que no permetia cap sincronització, cosa que va representar un gran avenç en el funcionament del motor.
Les primeres magnetos van aparèixer en Europa pels voltants de 1887 de la mà de Robert Bosch i Frederick Richard Simms, i eren de baixa tensió, amb el que es produïen molts dipòsits de “carbonilla” (en argot, dipòsits residuals carbonosos de la combustió) que dificultaven el funcionament.
Corria el 1902, com una altra vegada Robert Bosch el va perfeccionar en convertir-lo en alta tensió en incorporar un transformador a l'estil de la bobina d'encesa, que aplica el principi de la Carret de Ruhmkorff, més tard es va incorporar un sistema de distribució en incrementar-se el nombre de cilindres, que és com a arribat entre nosaltres, sobretot en la seva aplicació en motors d'aviació.

## Funcionament

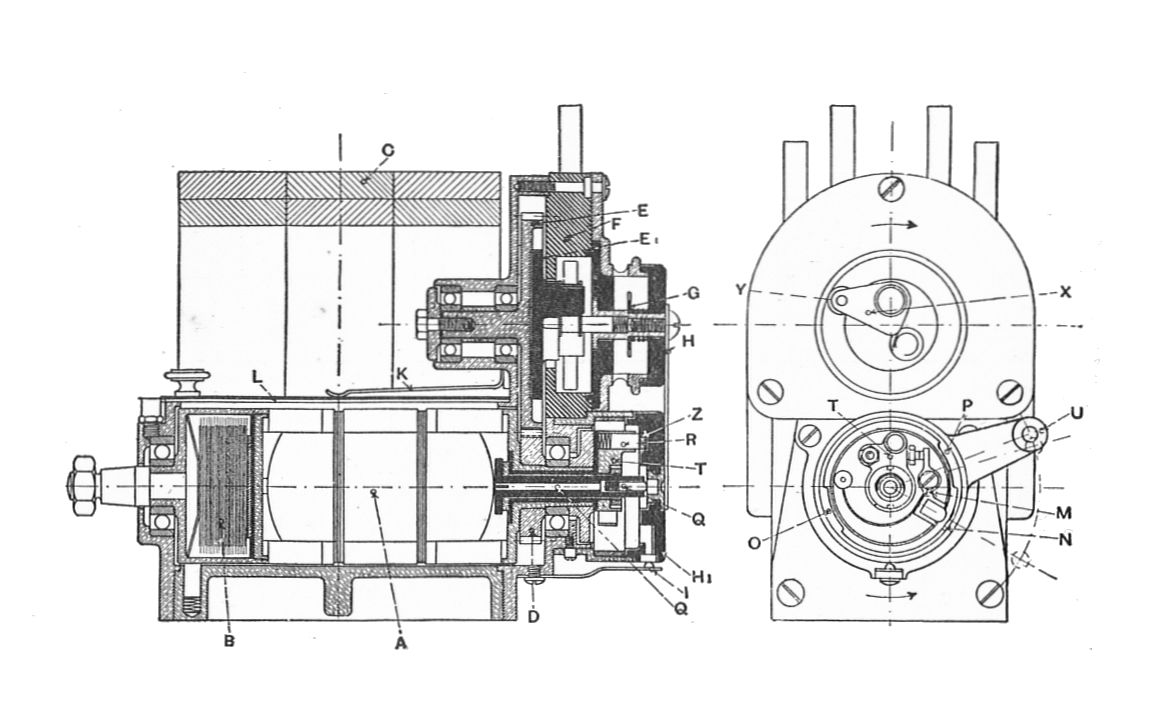
Parts d'una magneto A- Rotor generador – Bobina d'alta, B- Condensador de protecció, C- Imants permanents, D i E- Engranatge comandament distribuïdor, H- Transmissió d'alta tensió, M-R-T- Mecanisme del platí, I-K-L- Conjunt de gàbia elèctrica protectora

Bàsicament una magneto consta d'un generador bipolar de corrent altern que per mitjà d'uns imants permanents (d'aquí el seu nom) i un transformador per elevar la tensió (o voltatge),crea la guspira en la bugia, i en això es basa el seu èxit com a sistema d'encesa infal·lible. Més tard es van incorporar altres dispositius per adaptar-la a les noves necessitats.
Així doncs, tenim un generador comandat pel mateix motor a través de l'arbre de lleves (sincronia amb els cicles d'encesa) o pel mateix cigonyal en el cas de motors de dos temps. En aquest generador es produeix corrent alterna molt rica en irregularitats i, per tant, molt adient per ser transformada, que és interrompuda en el moment precís pel salt de la guspira en la bugia, per l'acció d'uns contactes o “platinos” (com es coneix en el món de la mecànica), i aquesta ruptura produeix l'extracorrent de ruptura, que eleva la tensió fins més 4.000 V adequats pel salt de la guspira entre els elèctrodes de la bugia.
També s'hi pot incorporar un sistema per l'avançat de l'encesa, que si bé al principi era manual, per mitjà d'un sector dentat que portaven els automòbils en el volant de direcció, va passar a ser automàtic, per un sistema centrífug d'inèrcia, que variant l'angle, respecte a la posició “0” permet l'avanç de l'encesa segons les revolucions de motor (a mesura que augmenten les revolucions es necessita més avanç d'encesa).
Un aspecte molt important de la magneto, i sovint oblidat és la posada a punt, ja que és molt important la separació del platí, que ve en funció de l'entreferro del generador. També intervé la capsa enriquidora de la guspira, si en porta. S'ha de consultar a mecànics antics o a literatura especialitzada (de la casa constructora) per més precisió.

## Ús actual de la magneto (Plat magnètic)
A part dels motors d'aviació, on el seu ús és quasi obligat, per la seva independència d'altres accessoris (Representa una gran seguretat, primordial en aviació). El seu ús és també molt general en petits motors d'arrencada manual, i motors nàutics, a on es pot estalviar el pes afegit d'una bateria. Aquesta magneto moderna se la coneix també amb el nom de Plat Magnètic.
El plat magnètic consisteix en un rotor, que també fa les funcions de volant d'inèrcia, i un estator regulable. El rotor és el que porta els imants permanents, mentre que l'estator, que està dins seu, la majoria de vegades, porta dues bobines i els platins amb les sortides corresponents per l'enllumenat i la bobina d'alta. En motors que han de variar molt sovint de règim, o d'altes revolucions, el rotor és interior (motors de competició).
Aquests plats també han evolucionat cap a l'electrònica, i avui en dia la funció dels platins es realitza per mitjans electrònics, encara que es té referència d'un petit motor americà que feia servir el principi d'interrompre sobtadament d'inducció electromagnètica per crear la guspira.